# Čkyně
Čkyně – wieś oraz gmina, położona w kraju południowoczeskim, w powiecie Prachatice, w Czechach.

## Atrakcje
- Kościół św Marii Magdaleny
- Zamek Čkyně
- Cmentarz żydowski na południe od wsi
- dzwonnica
- Synagoga, która jest jednym z ostatnich zachowanych budynków wiejskich tego typu w kraju i wozownia

## Części gminy
- Čkyně
- Dolany
- Horosedly
- Onšovice
- Předenice
- Spůle
- Záhoříčko